# Atyidae
Atyidae là một họ tôm. Đây là họ duy nhất trong siêu họ Atyoidea thuộc phân thứ bộ Caridea.

## Đặc điểm
Các loài trong họ này có chung đặc điểm càng ngắn khác với các loài thuộc họ Tôm gai Palaemonidae có càng dài râu dài. Chúng hiện diện ở khắp các vùng nước nhiệt đới và phần lớn vùng nước ôn đới. Con trưởng thành của các loài trong họ này luôn luôn giới hạn ở vùng nước ngọt.

## Chi và loài
Phân loại sau đây theo De Grave (2010), và các bổ sung sau đó.
- Antecaridina Edmondson, 1954
- Archaeatya Villalobos, 1959
- Atya Leach, 1816
- Atyaephyra de Brito Capello, 1867
- Atydina Cai, 2010
- Atyella Calman, 1906
- Atyoida Randall, 1840
- Atyopsis Chace, 1983
- Australatya Chace, 1983
- Caridella Calman, 1906
- Caridina H. Milne-Edwards, 1837
- Caridinides Calman, 1926
- Caridinopsis Bouvier, 1912
- Delclosia Rabadà, 1993 †
- Dugastella Bouvier, 1912
- Edoneus Holthuis, 1978
- Gallocaris Sket & Zakšek, 2009
- Halocaridina Holthuis, 1963
- Halocaridinides Fujino & Shokita, 1975
- Jolivetya Cals, 1986
- Jonga Hart, 1961
- Lancaris Cai & Bahir, 2005
- Limnocaridella Bouvier, 1913
- Limnocaridina Calman, 1899
- Mancicaris Liang, Z. L. Guo & Tang, 1999
- Marosina Cai & Ng, 2005
- Micratya Bouvier, 1913
- Monsamnis Richard, De Grave & Clark, 2012
- Neocaridina Kubo, 1938
- Palaemonias Hay, 1902
- Paracaridina Liang, Z. L. Guo & Tang, 1999
- Paratya Miers, 1882
- Parisia Holthuis, 1956
- Potimirim Holthuis, 1954
- Puteonator Gurney, 1987
- Pycneus Holthuis, 1986
- Pycnisia Bruce, 1992
- Sinodina Liang & Cai, 1999
- Stygiocaris Holthuis, 1960
- Syncaris Holmes, 1900
- Troglocaris Dormitzer, 1853
- Typhlatya Creaser, 1936
- Typhlocaridina Liang & Yan, 1981
- Typhlopatsa Holthuis, 1956

## Hình ảnh

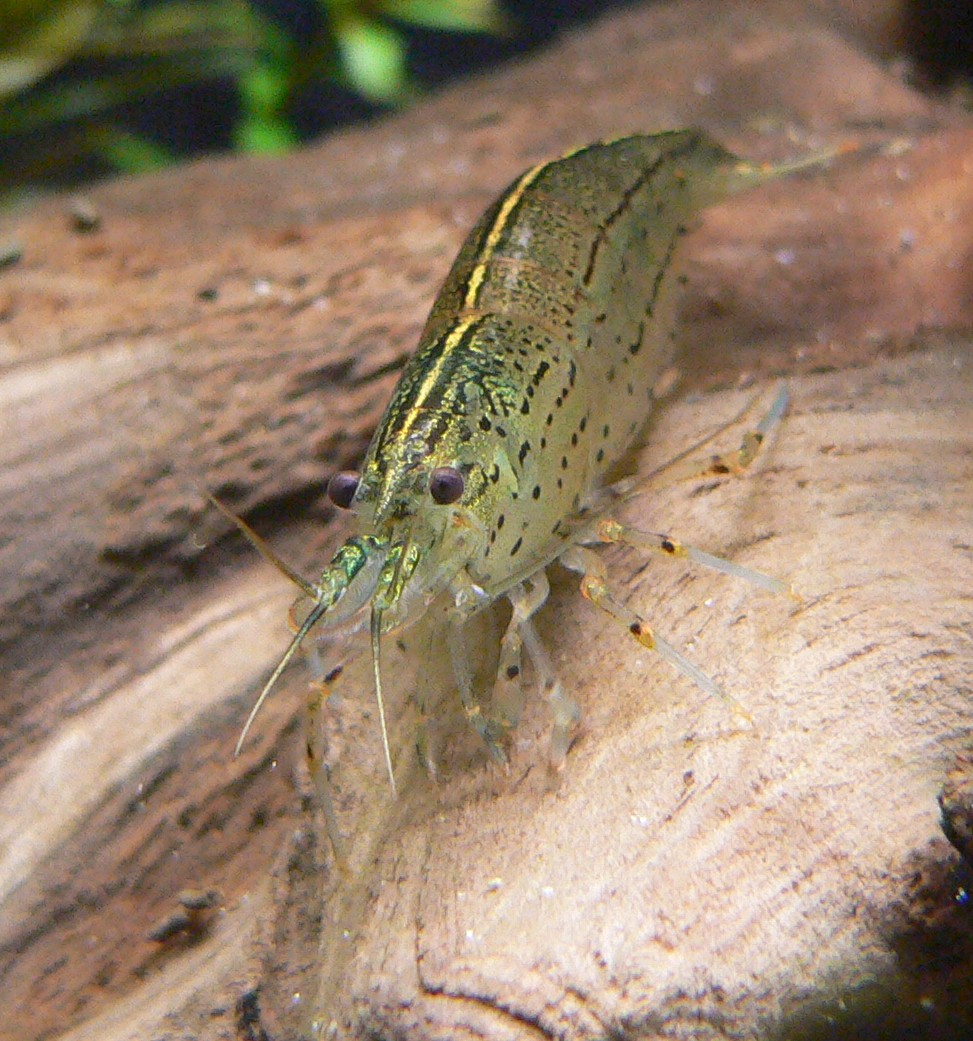
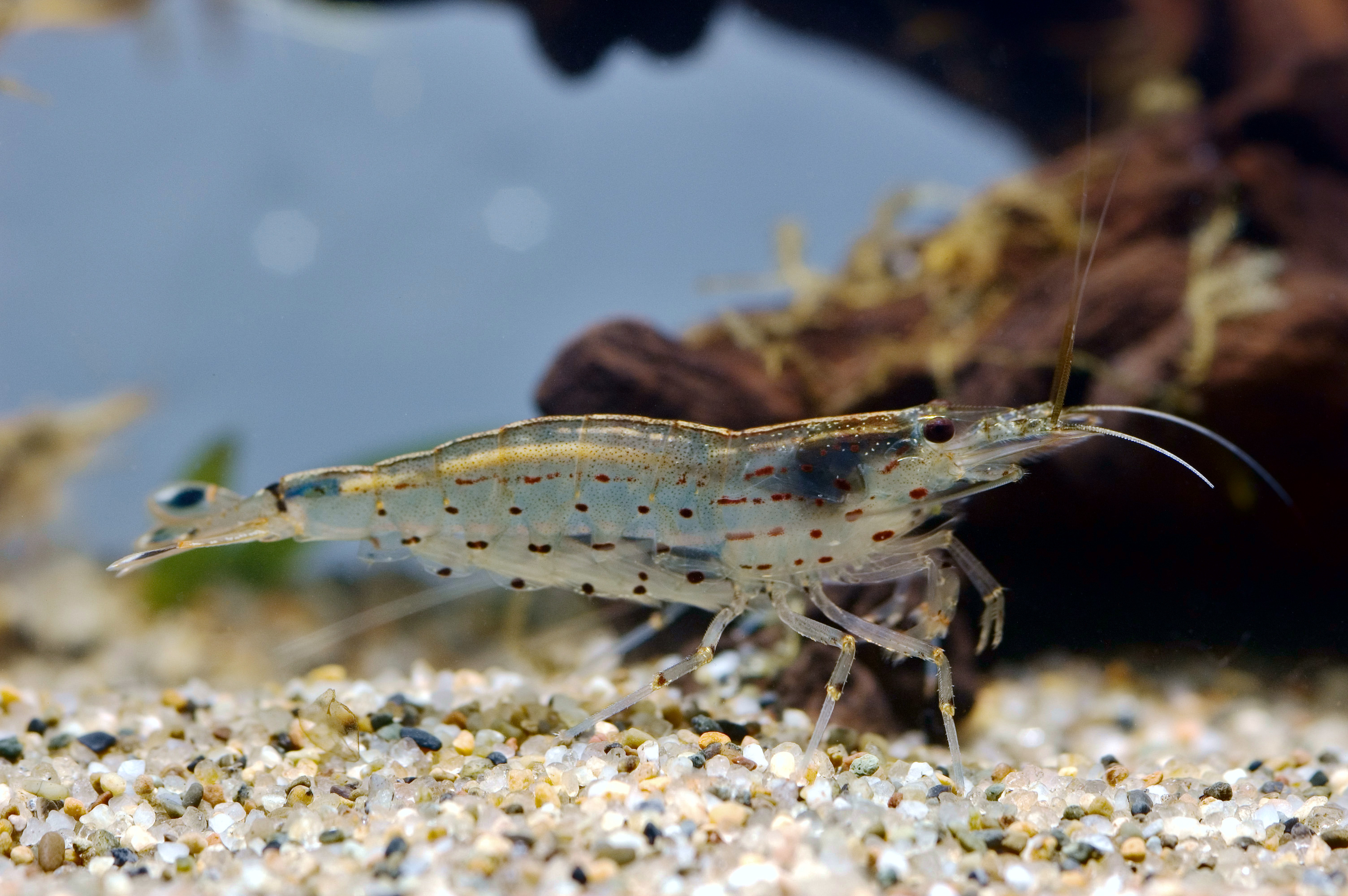